# الحسن الأعصم
الحسن الأعصم (الأحساء، 278  هـ / 891  م - الرملة، 366  هـ / 977  م) قائدٌ عسكريٌ قِرْمِطي، يُعرف بشكل رئيسٍ كقائد للغزوات القرمطية إلى بلاد الشام خلال الفترة بين عامي 968 – 977 م كما قاد حرباٌ على الدولة الإخشيدية، واستوْلى على دِمَشْق والرّمْلة وأجبرهم على التّعَهُدِ بِدفعِ الجِزيةِ.
بعد سيطرة الفاطميّين على مصر والإطاحة بالدّولة الإخْشِيديّة، قاد الأعصمُ هَجمَاتٍ ضد الدولة الفاطميّة التي بدأت تَتَوَسّعُ في بلاد الشام خلال الفترة الممتدة بين عامي 971 – 974 م فطرد القرامِطةُ الفاطميين مراراً وتكراراً من الشام، ففي سنة 360  هـ ذهب غازيًا إلى دمشق، وكسر جيش جعفر بن فلاح، أول نائب فاطمي بالشام، وقتله. ثم غزا مصر للمرة الأولى، فحاصرها سنة 361  هـ / 971  م. عاد بعدئذٍ إلى الأحساء، ثم كرّر غزوه لمِصْرَ مرة أخرى 364  هـ / 971  م. لكنه هُزم على أبوابِ القاهرةِ وأُجبَر على الانسحاب، فعاد إلى الشام، وواصل الأعصم القتال ضد الفاطميين، إلى جانب القائد التركي الفتكين المُعِزِّي، وكان يُظِهَر الطاعة للطائع لله العباسي ببغداد، حتى وفاته في مارس عام 366  هـ / 977  م وفي العام التالي، تمكن الفَاطِمِيّون من التغلب عليهم، وأبرموا مُعاهدة مع القرامِطة وتلك كانت إشارةٌ إلى نِهايةِ غَزواتِهم لبلاد الشام.
كان الأعصم شاعرًا، محبًا للأدباء والشعراء، وكان يقيم في داره بالرملة مجالس أدبية، وكان الشعراء يجيزون ما يقول، وكان أبو نصر ابن كشاجم قد التحق به، فقربه وأدناه، وجعله كاتبه منذ عاد إلى بلاد الشام. ففي سنة 365  هـ حسب رواية أبي علي التنوخي، كان أبو نصر بالرملة، يلازم الأعصم، كاتبه ونديمه أيضًا. وكان للأعصم مجالس أدب يحضرها الأدباء والفقهاء والشعراء.

## نَسَبُه
هو أبُو عَلي، الحَسَنُ بنُ أحْمَد بنُ أبي سَعِيْد حَسَن بنُ بَهْرَام مِنْ أبْنَاءِ الفُرس الجَنَابي القِرْمِطِي المُلَقَّبِ بالأعْصَمْ، كانَت وِلادةُ الحَسن الأَعْصَم في واحة الأحساء، وتحديداً في عاصمة القرامطة في إقليم البحرين عام 891  م، والدُه أحمد بن أبي سعيد الحسن بن بهرام الجنابي مُؤَسّسُ دولة القرامطة. تَركّزَتِ السُّلْطة بين أبناءِ أَبي سعيدٍ في حينِ كان أصغَرَهم سليمان بن الحسن بن بهرام الجنابي الهجري الشّخْصِيَّة الأَبرَز حتى وفاته عام 944  م. وبَعدَ وفاتِهِ حافظ إخْوَانُه على الإمساك بِزمَامِ السُّلطَة بِشكل جَماعِّي فيما بَينَهم حتى عام 971  م حتى وفاة البعضِ منهم. وفي هذِه المَرْحَلَةِ، دخل الأَعصم وأبناءُ عُمُومَتِه في المَجلسِ الحاكمِ. ورَغمَ أنّ الأعصَم كان القائِدَ العَسْكريَّ الرئيس لَغًزواتِ القرامطةِ، إلا أنَّ السُّلطَة في الوَاقِعِ كانت لا تَزالُ بَين يَدي أَعْمَامِه، وكانَ آخرُهم أبو يعقوب يوسف، المُتَوَفَّى عام 977  م.

## الحرب على الإخشيديين في الشام

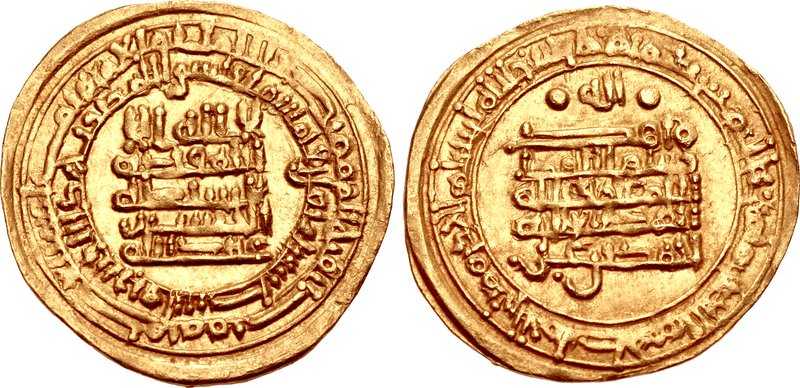
الدينار الإخشيديّ الذّهبي ضُرب عام 968/9 في الرملة

كانت بَدايةُ ظهور الأعصم الأولى كَقائدٍ للقواتِ القِرْمِطيةِ التّي وُكِّلَتْ مَهَمَّة الاسْتِيلاءِ على دٍمَشْق وهَزمت الوَالي الإخْشِيدي أبو مُحمّد الحَسن بنُ عبيدِ اللهِ بنُ طغج بن جَف التُّرْكي، بِالقُربِ من عَاصِمته الرّمْلة آنَذاكْ. ونُهِبَت مدينةِ الرملة لِيَومَيْنِ مُتَتَالِيَيْنِ وَقام سكان الرّمْلة حينئذ بجمعِ فٍديةٍ بَلغَت قِيمَتُها 125,000 ألف دِيْنَارٍ ذَهبيٍّ أُعْطِيَتْ للقَرامِطة. واضطُّرَ الوالي الإخشيدي الحَسن إلى الموافقةِ على عَطِيّةٍ سَنويةٍ للقرامِطة قدرها 300 ألف دينار لِقَاءَ الحِفاظِ على سَيطَرته في الشام.
يَعتبِرُ المؤرّخونَ العَربُ في العَصورِ الوُسطى والمؤرخ دي خويه أنّ تِلكَ الأَحْداث كانت استراتيجيةً منسقةً وموحدةً كَجُزء مِنَ الغَزْوِ الوَشيكِ للدولة الفَاطميّة في مَصر. ومع ذلك، كَشفت دراساتٌ حديثةٌ أن القرامِطةَ لمْ يكونوا البَتّة أنْصاراً مُخلصينَ للفاطميّين، ولمْ يَكونُوا، كما اتضحَ من سُلوكِهم أنهم سيكونوا مُنتصرينَ ذاتَ يومٍ، مُتسائِلين إنْ كانَ القرامِطةُ مُهتمّينَ بغَزْو أراضي الشام وتحويل سُكّانها إلى مَذهبِهم وعَقيدَتِهم أمْ لا، وعوضاً عَن ذلك كان القَرامِطة مُهتمّينَ بِشكل رئيسٍ بجمعِ أموالِ الجِّزية حِفاظاً على استمرارية دَولتِهم الفَقيرة. ولهذا السَّببِ، كان القرامِطةُ يُغيرُونَ منذ عُقودٍ على المناطقِ الأكثر ثَراءً في الأقطار الإسلاميّة. وفي الواقع، يَبدو أنّ الاتهامات قَد أُُلحِقَت بالأعْصَمِ بَعدَ اتّهامِه باخْتِلاس بَعضِ أموالِ الغنائمِ التي جٌمِعَت خلال هذه الحملة. حَيث استُبِدلَ على إثْرِهَا باثنين من أبْنَاء عُمومَتِه في الغَارة القِرمِطيّة التّي تَلتْهَا إلى الشام عَقِبَ شَهْرَينْ.

## الحملات ضد الفاطميين

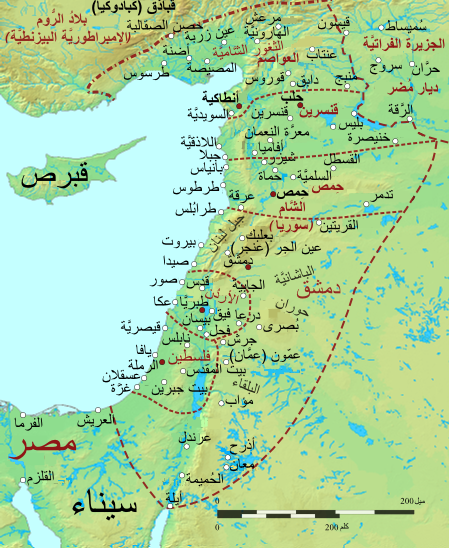
خارطة تُظهرُ ولاية الشَّام وأجنادها، وهي: جُند فلسطين، وجُند الأُردُن، وجُند دمشق، وجُند حِمص، وجُند قنسرين، وجُند العواصم، خِلال العصر العبَّاسي، في القرن التاسع الميلادي.

لم يَدُم الخُزْيُ طويلًا، حيثُ فَتح القائدُ الفاطمي أبى الحسين جوهر بن عبد الله - المعروف باسم جوهر الصقلي - مصر عام 969  م وما تلا ذلك من تَقدُّمٍ إلى بلادِ الشَّام، ما أدى إلى هَزيمة وَأسْر الوالي الإخشيدي أبو محمد الحسن بن عبيد الله بن طغج على يَد القائد الفَاطِمِي جعفر بن فلاح عام 970  م وَتَبدلتِ الحَالُ عِندئِذ. حيث أدى الاستيلاءُ الفاطِميُ إلى نِهاية عَهد العَطِيّة السّنويّة التي وُعِدَ بها الحَسَن بنُ عبيد الله بن طَغْج، وهُدِّدَتْ نِيّة الفاطميّين المُعلنة بوضْعِ حدّ لابتزاز القَرامِطة لقَوافِل الحُجَّاج واسْتعادة أمْنِ طُرقِ الحّج.
وكان ذلك تَحولًا جذريًا بالنسبةِ للقَرامِطة حيث اعتبرت بَعضُ المَصَادر أن الأعْصَم هو المُحرّضُ الرئيس ضد الفاطِميِّين كما دعا للتّقارُب مع العبَّاسيين. ومن خلالِ وَسَاطةٍ قامَ بِها الخَليفةُ العبّاسيُّ أبو القاسم الفَضلُ بن المُقتدِر بنُ المُعتضد، شَكّل القَرامِطَةُ نُواةَ تَحَالف أوْسَع ضدّ الفاطِميين، لا يِضُّم القَرامِطة وَحسْب، بل ضَمّ القائد الحمدانيّ أبو تغلب الحمداني آخرِ أُمراء الدولة الحمدانية، وَالحاكم عِزُّ الدّولة بَختيار بن مُعِزّ الدّولة البُويهي، وقبائِلَ من بني عَقيل وبني كلاب وفلولِ قُوّاتِ الإخشيديين. وانتقلَ الجيشُ القِرمِطي إلى الكوفة والرحبة وتدمر، حَيث جَمعوا الأسلحةَ والأمْوال وكذلك ضَمّوا إليهمُ المَزيدَ من الحُلفاءِ في كل محطةٍ لهم على طولِ الطّريق. ومعَ اقترابهم من دِمَشْق، اختار القائد الفاطِمي جَعفر بنُ فَلاح مُواجهة الحُلفاء في معركٍة مَفتوحةٍ، لكِنّه هُزمَ وقُتِل.

## السيطرة على الشام والغزو الأول لمصر
في 25 أغسطس 971 م، استولى الحلفاءُ على دِمشق، وأُعْلِنَ الأعْصَم واليًا عباسياً على الشام. ولُعِنَ الخليفة الفاطمي المعز لدين الله على منابر المساجد، وَذَمَّ الأعْصَم الفَاطميين مِنْ فَوق مَنَابر دِمشق، وقدح في نسبهم إلى فاطمة الزهراء، وصرَّح أنهم من أبناء ميمون القداح، واتجه القرامطة بعدئذٍ نحو الرملة. وكان القائدُ الفاطمي أبى الحسين جوهر بن عبد الله قد أرسل تعزيزات كانت قد وصلت لتوها من إفريقية، لكن قائدها «سعدات بن حيان» انسحب إلى يافا وتبنى موقفاً سلبياً. وهكذا تُرِك الطريقُ مفتوحًا أمام القرامطة للاستيلاءِ على الرملة في 5 سبتمبر 971 م. وشرع الأعصم في حصار يافا مستعيناً بجزء من قواته تحت قيادة أبو محمد عبد الله بن عبيد الله الحسيني - المعروف باسم أخي مسلم - وقاد ما تبقى من جيشهِ واتجه لغزو لمصر. تُركت مِصْرُ بلا حَولٍ ولا قَوةٍ تقريباً، في حين نما الجيش القِرمِطي الذّي انضَمَّ إليهِ بنو طيء أيضاً.
دخل الأعصم مَصر من القلزم، بَعد شهرٍ من استيلائِه على دمشق، واستعمل على إمرة دمشق ظالم بن مرهوب العقيلي، وعوضًا عن التحرك مُباشرة إلى العاصمة المصرية، توجه شمالاً إلى الفُسطاط شرقيّ دلتا النيل. وثارت مدينة تِنيس الساحلية، التي تمرّدت قبل عام ضد الضرائب الفاطميّة، مرة أخرى ضدهم، واستولى القرامِطة على بلدة الفرما. وبعد شهر، استعاد الجيش الفاطِميُّ تحت قيادة ياروق بلدة الفرما، ولكن وعلى مدى الأسابيع التالية امتدت الثورة في جميع أنحاء الدلتا، واضطر ياروق ورجاله إلى التّراجع نحو الفسطاط. ومع ذلك، منح التفاف القرامطة القائدَ الفاطميّ أبى الحسين جوهر جوهر الصقلي وقتًا كافيًا لحفر خندقٍ وبناء سورٍ حول عين شمس، شماليّ الفسطاط، امتد مسافة 10 كم من النيل إلى تلال المقطم. ودعا القائد الفاطِمي جميع سكان الفسطاط تقريبًا إلى حمل السِّلاح، وفي معركتين ضاريتين في 22 و24 ديسمبر من عام 971  م، وعلى الرغم من تكبُّدِه خسائر فادحة، إلّا أنّه تمكّن من هزيمة خُصومه. وانكسر القرامِطة وتراجعوا إلى يافا. ولم يلاحقهم القائدَ الفاطميّ أبى الحسين جوهر بن عبد الله، بل أعلن عن مكافأة مقابل كل واحد منهم، وقُتل العديد من القَرامِطِيّن إثر ذلك. عَادَ الأعْصَمُ إلى الأحْسَاء، وَظَلّ القَرامِطة مُسَيطرين على سُوريا.

## الغزو الثاني لمصر
بادَر الفاطِميُّون بهجومٍ مضادٍ عام 972  م، وتمكّنوا من كسر حصار يافا. وفي عام 973  م، تَفكّكَ التّحالُف القِرمِطي البدوي بِسبب الاقْتِتَال الداخليّ، مما هيأ للفاطِميّين السَّيطرة مَرّة أُخرى على القسم السفلي من بلاد الشام. وفي العام نفسه، نَقل الخَليفة الفاطِمي المُعِزُّ بَلاطه إلى العاصِمة الجديدة القاهرة. ومن هناك أرْسَل الخليفة رسالةً إلى الأعْصَم، اتَّهَمه فِيها بالتَّخلّي عَن القَضية الفاطِميّة التي كرَّس لهَا والده وجدُّهُ جلّ اهتِمامِهم، كما ادَّعى المُعزّ، ولقد قام المعز بوصف الأعصم في الرسالة بـ «الغادر الخائن، الناكث البائن عن هدى آبائه وأجداده، المنسلخ من دين أسلافه وأنداده، المُوقِد لنار الفتنة.». لم يَرفض الأعْصَم مَزاعِم المُعِزِّ فَحسب، بل قَام بنشر الرِسالة إلى العَلن وأعَاد التأكيد على معارضَته للفاطِميين ومَطَالِبِهم، وأرسل رسالة شديدة الاختصار للخليفة الفاطمي المُعز قال فيها: «تلقينا رسالتكم المليئة بما كُثِر تفصيله وقلَّ تحصيله. ونحن قادمون بعده مباشرةً. والسلام عليكم.»، وشنَّ غزواً آخرَ إلى أراضي الفاطميين. لا توجد تفاصيلُ معروفةٌ، ولكن في غُضون فترةٍ وجيزةٍ أواخرِ عامِ 973  م، طُرِّد الفاطِميّون مرَّة أخرى من الشام، وفي الرَّبيعِ التالي، غزا القرامِطة مِصر للمرَّة الثانية.
ومرة أخرى، وجدوا الدَّعم بين السكان المحليِّين، الذي استنفدوه بسبب الضرائب الثقيلة التي فرضها الفاطِميّون. احتل الأعْصَم بجيشهِ الرئيس شرقيَّ دلتا النيل، وقامت قوة أصغر بقيادة أبو محمد عبد الله بن عبيد الله الحسيني بِتجاوُز القاهرة وخيَّمَت بين أسيوط وأخميم، وَطردت الولاة الفاطِميّين وجَمعت عائدات الضّرائب في مِصر الوُسطى لأجل القضية القرمِطية. وكانت مُناورة أبو محمد عبد الله بن عبيد الله الحسيني أكثر خطورةً لأن العَدِيدَ من عائلاتِ الأشراف الرَّائدة كانت قد تَوافَدت للانضمام إليه. وفي أبريل، أرسل المُعزّ أحد أفضل قادته ويُدعى «ريان» إلى الدلتا. وانتصر «ريان» على القوة القرمِطية في المحلة، لكن الأعْصَم كان قد نقل الجيش القِرمطي الرئيس إلى بلبيس، حيث هدد القاهرةَ من هناك. ومرّة أخرى أُجبِر الفاطميّون على دَعوة عامة إلى حملِ السلاح من قبل جميع الذكور في العاصمةِ لمُواجهة التّقدُّم القِرمطي. وفي 4 أبريل، هاجم حرس القرامِطة المَواقع الفاطِميَّة في عين شمس. وصد جنود البربر الفاطِميُّون الهُجوم، لكنَّهم فُوجئوا بهُجومٍ مضادٍ وتكبدوا خسائر فادحة. وأدى ذلك إلى انشقاق أحد القادة الفاطِميين، علي بن محمد الخازن، واندلعت أعْمالُ شغب في الفسطاط. وفي الوقت نفسه، وصلت أخبار إلى العاصمة تفيد بأن أبو محمد عبد الله بن عبيد الله الحسيني هزم الجيش الفاطميّ في أخميم. وخوفاً من خِيانة القادة الإخشيديين المنضمين إلى جيشه، اعتقل المُعزُّ في 12 أبريل أبناءهم كرهائن.
وفي 27 أبريل، قاد عبد الله، نَجل المُعزّ، الجيش الفاطِميّ لمواجهة القرامِطة عند قاع بحيرة جافة معروفة باسم جب عميرا أو بركة الحاج، شماليّ عين شمس. قسم الأعْصَم جيشه، وأرسل شقيقه النعمان لمواجهة التقدم الفاطِميّ، بينما ظلَّ هو بنفسه على مرتفع يهيمن على قاع البحيرة. استغلّ عبد الله هذا الخطأ، وأرسل فيلقاً لإبقاء الأعْصَم تحت السيطرة، بينما دمر قوّة النعمان. ثم انقلب على الأعْصَم، الذي هُزم وبالكاد نجا من الأسر. انتصر الفاطِميُّون في نهاية الغزو. ولاحق 10,000 من البربر القرامِطة، وقطعوا طرق إمدادهم، واستعادوا إقليم فِلسطين وجُنوب إقليم سُوريا الكبرى قبل نهاية العام. وأثناء وجوده في الجنوب، فرق أبو محمد عبد الله بن عبيد الله الحسيني جيشه الصغير وتمكن بالكاد من الفرار قبل أن يُقبض عليه. وبعد أن طارده جنودٌ فاطِميُّون، لجأ إلى الأحساء، وانتهى به الأمر مَسْمُوماً من قبل القرامِطة أنفسهم، والذين كانوا منخرطين في مفاوضاتٍ مع الفاطِميّين.

### السنوات الأخيرة

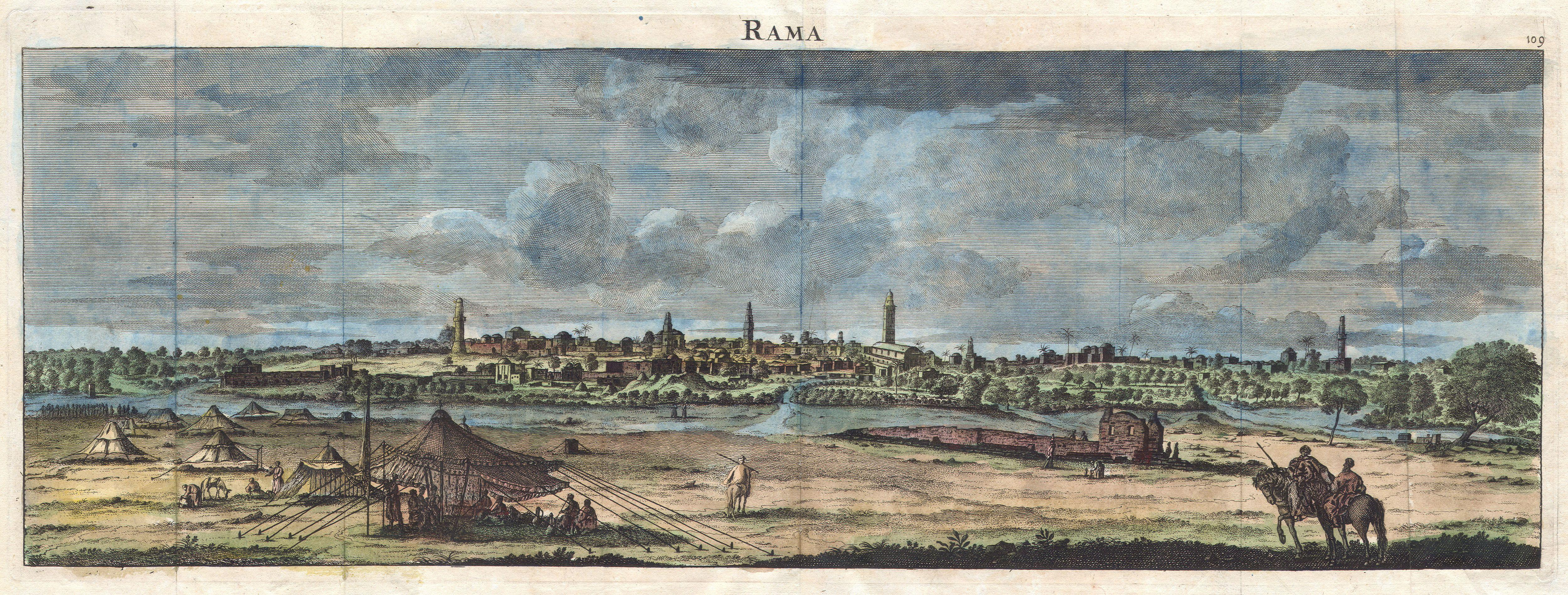
رسم لمدينة الرملة يعود لعام 1698م.

بعد أن أُجبروا على الانسحاب من الشام، تحالف القرامطة مع الفتكين المُعِزِّي، وهو غُلامٌ تركيٌ سابق لدى الدولة البويهية. غزا الفتكين، إقليم فِلسطين، وهزم الفاطِميّين واستولى على عدة مدن، قبل أن ينقلب على دِمَشق، التي استقبله سكانها بحماس عندما دخل المدينة في أبريل 975  م. وفي يوليو 976  م، ظهر جيشٌ فاطميّ بقيادة جوهر الصقلي أمام دِمَشق، ووضع الفتكين، تحت الحصار. ردّ القرامِطة بإرسال جيش لمساعدة الفتكين،– وفقاً لبعض المصادر، وناشد الدّمشقِيّون القرامِطة تقديم المساعدة لهم – ما أجبر جوهر الصقلي على رفع الحصار في يناير 977  م. ولاحق الحلفاء جوهر الصقلي إلى الرملة، حيث انضم إليهم بنو طيء وهزموا جوهر في معركة ضارية قرب نهر العوجا، واضطر إلى التخلي عن الرملة والتراجع إلى عسقلان. ودخل الحلفاء الرملة في 12 مارس.
وتفيد معظم المصادر أن الأعصم، الذي كان مريضاً بالفعل، توفي بعد أيام قليلة من دخول الحلفاء المدينة. وخَلفهُ أخُوهُ - ويقال ابن عمه - جعفر. ووفقاً لرواية ابن القلانسي التي نقلها عنه ابن الأثير، فقد كان الأعْصَم لا يزال نشطاً عندما تولى الخليفة الفاطِميّ الجديد، العزيز بالله الفاطمي، الذي استلم زمام الميدان شخصياً وهزم الحلفاء صيف 978  م. بينما وصل الحسن الأعصم إلى ضفاف بحيرة طبرية بقواته، واستقبل بعثة مُرسلة من الخليفة العزيز بالله الفاطمي، وطلب الأعصم من الفاطميين الحصول على نفس الجزية التي كانوا يحصلون عليها من الإخشيديين، ونتيجة لذلك وافق العزيز بالله الفاطمي لتحييد التهديد القِرمِطي بتقديم عَطيّةٍ سَنويّة قدرت بـ 30 ألف دينار دفعت سلفاً عن ذلك العام. وبناءً على ذلك عاد جيش القرامطة إلى البحرين ولم يذهبوا إلى الشام مرة أخرى، ووواصل الفاطميون دفع الجزية السنوية حتى وفاة العزيز بالله سنة 386  هـ / 996  م. وعلى الرغم من نشاط الأعْصَم وانتصاراته، إلا أن علاقته مع الحاكم القرمطي في البحرين كانت مرتبكة. وعلى أية حال، فإن الاتفاق مع العزيز بالله الفاطمي مثَّل نهاية الوجود القِرمِطي في المنطقة. ووفقًا لهذه الرواية فقد توفى الأعصم في الرملة قبل أن يتمكن من العودة إلى الأحساء.

## اهتمامه بالشعر والأدب
كان الأعصم شاعرًا، محبًا للأدباء والشعراء، فقال عنه ابن تغري بردي: «كان فصيحًا»، وقال ابن كثير الدمشقي: «كان شعره من أفحل الشعراء»، قال عنه شمس الدين الذهبي: «له نظم يروق». وقد أورد له ابن عساكر أشعارًا، من ذلك ما كتب به إلى جعفر بن فلاح قبل وقوع الحرب بينهما:
والحرب ساكنة والخيل صافنة\\والسلم مبتذل والظل ممدود
فإن أنبتم فمقبول إنابتكم\\وإن أبيتم فهذا الكور مشدود
على ظهور المطايا أو تردن بنا\\دمشق والباب مهدوم ومردود
إني امرؤ ليس من شأني ولا أربي\\طبل يرن ولا ناي ولا عود
ولا أبيت بطين البطن من شبع\\ولي رفيق خميص البطن مجهود
وهو القائل:
وخد كورد الروض يجنى بأعين\\وقد عز حتى إنه ليس يقطف
وكان الأعصم يقيم في داره بالرملة مجالس أدبية، وكان الشعراء يجيزون ما يقول، وكان أبو نصر ابن كشاجم قد التحق به، فقربه وأدناه، وجعله كاتبه منذ عاد إلى بلاد الشام. ففي سنة 365  هـ حسب رواية أبي علي التنوخي، كان أبو نصر بالرملة، يلازم الأعصم، كاتبه ونديمه أيضًا. وكان للأعصم مجالس أدب يحضرها الأدباء والفقهاء والشعراء. ويُروى أنه في مجلسه ذات ليلة أُحضِرَت الشموع، فقال لكاتبه أبي نصر كشاجم: ما يحضرك في صفة هذا الشمع؟ فقال: إنما نحضر مجلس سيدنا نسمع من كلامه، فقال الأعصم:
لهَا مُقْلةٌ هيَ روحٌ لهَا\\وَتَاج عَلى هَيْئَةِ البُرْنُسِ
إذا غَازَلَتْهَا الصَّبَا حَرَّكَتْ\\لِسَانًا مِنَ الذَّهَبِ الأَمْلَسِ
فأجاز أبو نصر، فقال بعد أن قبل الأرض: